# Toyooka (Hyōgo)

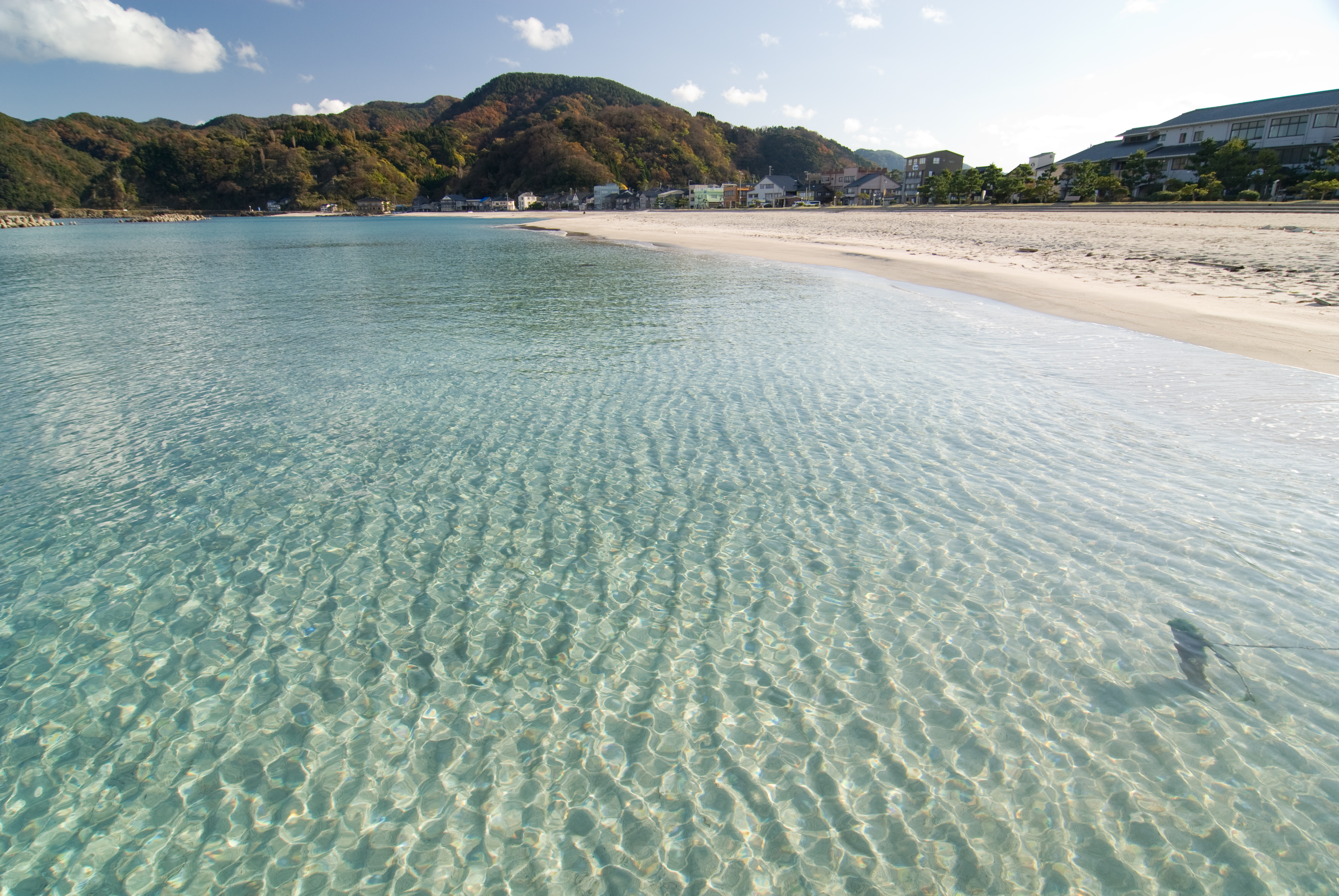
Takeno-hama.

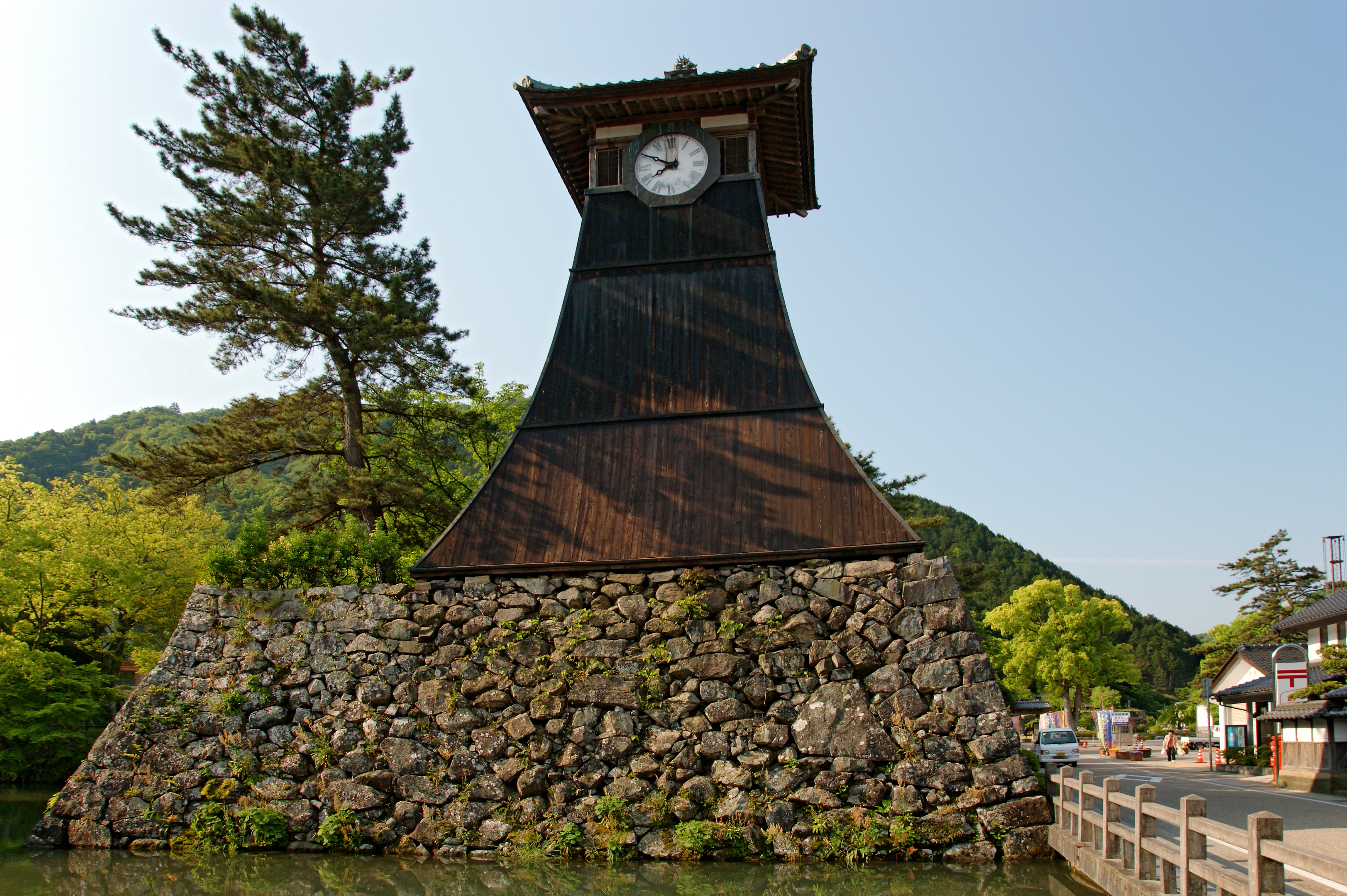
Shinkoro.

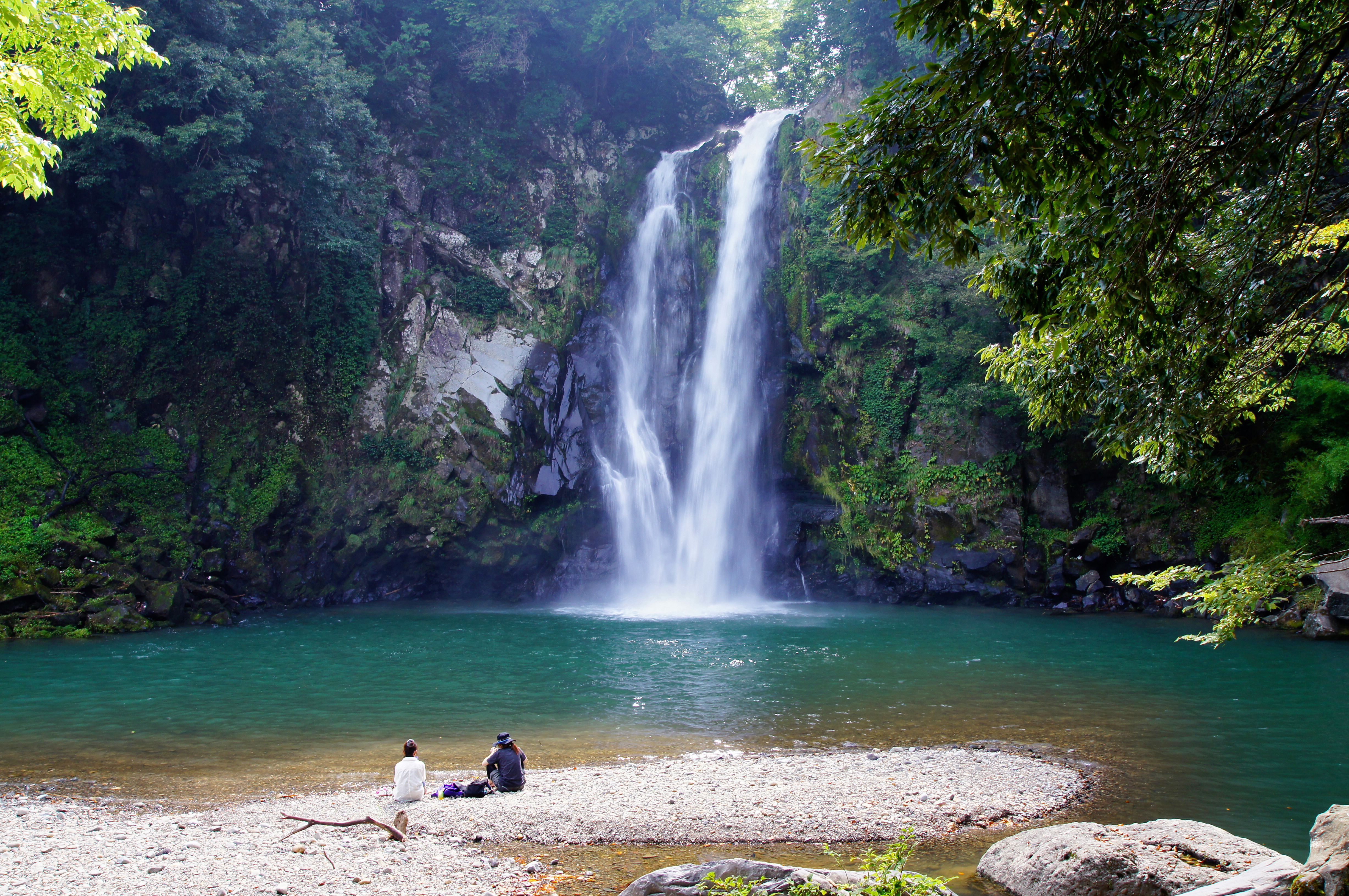
Hattan-daki.

Toyooka (豊岡市 -shi) es una ciudad japonesa situada en la provincia de Hyogo. 
En 2008, la población de Toyooka era de 90.443 habitantes, con una densidad de población de 133,56 h/km². La superficie total es de 697,66 km².

## Ciudad hermanada
- Alicante  España (1996)

Alicante le dedicó una calle a esta ciudad en el barrio conocido como el PAU2, También la papelería del barrio ha adquirido la misma denominación(la papelería cerró recientemente).